# Tim Mannek
Tim Mannek (* 21. Mai 1997 in Versmold) ist ein deutscher Fußballspieler. Er steht beim SC Peckeloh unter Vertrag und wird meist als Sturmspitze eingesetzt.

## Karriere
Tim Mannek begann das Fußballspielern bei den Mini-Kickern der SG Oesterweg in Versmold. Zur D-Jugend wechselte er zum FC Gütersloh und danach in Jugend des VfL Theesen. 2013, im Alter von 16 Jahren und nach Abschluss der Realschule, verließ Mannek sein Elternhaus und zog ins Nachwuchsleistungszentrum des SC Paderborn 07. Zur Saison 2016/17 bekam er dort einen Profivertrag und wurde in den Kader der ersten Mannschaft aufgenommen, die zuvor in 3. Liga abgestiegen war. Sein Debüt in der 3. Liga und damit sein Profidebüt gab er am 29. Juli 2019 bei einer 0:1-Niederlage gegen den MSV Duisburg, als er von Trainer René Müller in der 83. Minute für Christian Bickel eingewechselt wurde.
Nachdem Mannek in der Saison 2017/18 in Paderborns zweiter Mannschaft in der Oberliga Westfalen spielte wurde sein Vertrag im August 2018 aufgelöst. Mannek kehrte nach Versmold zurück und schloss sich dem Landesligisten SC Peckeloh an.